# پروینگسهایم
پروینگسهایم (به آلمانی: Frankfurt-Preungesheim) یک منطقهٔ مسکونی در آلمان است که در فرانکفورت واقع شده‌است. پروینگسهایم ۱۲٬۸۵۳ نفر جمعیت دارد.